# Ny (digráf)
Az Ny digráf a latin ábécében. A magyar és a katalán nyelvekben szerepel. Mindkét nyelvben "lágyított N betűnek" felel meg (ejtsd: ɲ). Használják még a tagalog (filippínó), maláj és szuahéli nyelvekben is.
A spanyol nyelvben is használják olyankor, amikor az ñ-t nem lehet, például internetes domain nevekben.
A magyar ábécé huszonharmadik betűje.